# Église Notre-Dame-du-Camp de Pamiers
L'église Notre-Dame-du-Camp est une église catholique située dans la commune de Pamiers, en France.

## Historique
La ville de Pamiers est fondé au retour de croisade du comte Roger II de Foix à l'emplacement d'un ancien castrum romain, le Castrum Appamiense, près de Frédélas. Il avait rapporté d'Orient les reliques des saints Caius et Alexandre. La population de la ville installée près du donjon a augmenté au cours du XIIe siècle. Elle a débordé l'enceinte de la ville pour bâtir ses habitations dans le faubourg, au milieu des champs. Le comte de Foix a décidé de faire construire une église dédiée à l'Assomption de la Vierge Marie au milieu des champs, vers 1170-1180.
Pamiers a été un des foyers du catharisme. Le colloque de Pamiers, dernier grand débat contradictoire entre les Cathares et l'Église catholique, y a lieu en 1207. Elle a souffert de la croisade des Albigeois et a été reconstruite au XIVe siècle sur les fondations de l'ancienne église. Le souci de la défense de la ville a fait élever au dessus du portail roman un haut mur crénelé.

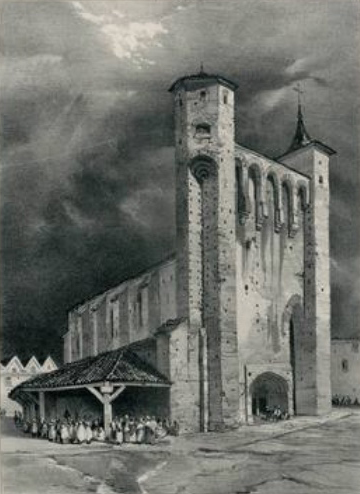
Adrien Dauzats :
La collégiale avant sa restauration.

L'église est érigée en collégiale en 1466.
L'église du XIVe siècle est ruinée pendant les guerres de Religion, une première fois en 1563, puis de nouveau à l'été 1577. On a entrepris sa reconstruction dès 1603. Elle est de nouveau saccagée en 1621 par les troupes du duc de Rohan. La voûte s'est effondrée et il ne restait plus debout que le haut mur du clocher. La reconstruction s'est poursuivie entre 1630 et 1672. Le mur occidental a été surélevé et les fenêtres agrandies en 1769. La voûte a été reconstruite en briques en 1773.
Le portail romain a été reconstruit par l'architecte Laryx en 1870-1872 ainsi que les deux tours avec les créneaux.
La façade de l'église a été classée au titre des monuments historiques le 23 mai 1912 et la totalité de l'édifice hormis la partie classée a été inscrite le 19 septembre 2001.

## Orgue

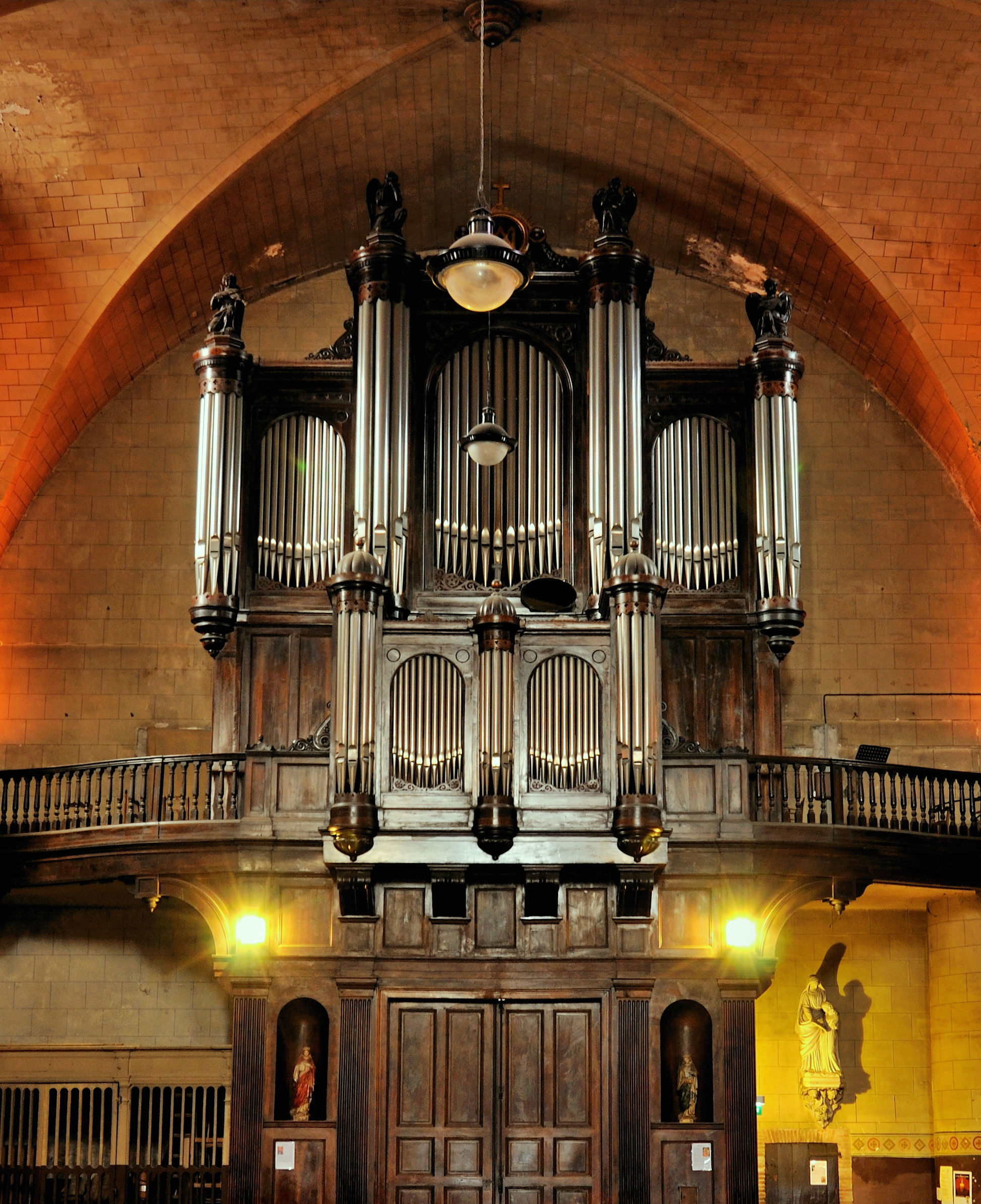
L'orgue.

L'orgue en tribune a été construit et installé en 1859-1860 par les facteurs d'orgues par Émile Poirier et Nicolas Lieberknecht, facteurs installés à Toulouse après la faillite de la maison Daublaine Callinet.
L'orgue a été classé monument historique au titre objet en 1979 et le buffet d'orgue dont les boiseries ont été dessinées par Mayrix inscrit, en 1997.